# 2326 Tololo
2326 Tololo è un asteroide della fascia principale del diametro medio di circa 40,89 km. Scoperto nel 1965, presenta un'orbita caratterizzata da un semiasse maggiore pari a 2,8621187 UA e da un'eccentricità di 0,1574839, inclinata di 15,12333° rispetto all'eclittica.